# Волочиський (парк-пам'ятка)
Волочиський парк — парк-пам'ятка садово-паркового мистецтва в північній частині м. Волочиськ на березі р. Збруч на Хмельниччині. Була оголошена рішенням Хмельницького облвиконкому № 13 від 16.12.1998 року.

## Опис
Молодий міський парк культури відпочинку населення.
Площа — 41 га.